# راسيل دبليو. كوبر
راسيل دبليو. كوبر (بالإنجليزية: Russell W. Cooper)‏ هو اقتصادي أمريكي، ولد في 1955 في الولايات المتحدة.